# Don Foster
Don Foster ist ein amerikanischer Produzent, Drehbuchautor, Berater der Serie The Big Bang Theory und war Dramaturg und kreativer Berater in der Serie Roseanne. Er wurde für seine Arbeit in der Serie Two and a Half Men für drei Emmys (2006–2008) nominiert. Seit 2010 ist er der Drehbuchautor der Serie Mike & Molly.

## Filmografie
als Produzent
- 1998–2002: Dharma & Greg (66 Folgen) als mitausführender und beratender Produzent
- 2003–2008: Two and a Half Men (117 Folgen) als (mit)ausführender Produzent
- seit 2010: Mike & Molly (47 Folgen) als ausführender Produzent

als Drehbuchautor
- 1991: Tom Arnold: The Naked Truth
- 1992: Free to Laugh: A Comedy and Music Special for Amnesty International
- 1990–1992: Roseanne (8 Folgen)
- 1996: The Louie Show (1 Folge)
- 1999–2002: Dharma & Greg (17 Folgen)
- seit 2003: Two and a Half Men (mehr als 60 Folgen)
- seit 2010: Mike & Molly (60 Folgen)